# زنبق کلارک
زنبق کلارک (نام علمی: Iris clarkei) نام یک گونه از سرده زنبق است.